# David Buchanan
David Buchanan (Newcastle upon Tyne, 23 giugno 1962) è un ex calciatore inglese, di ruolo attaccante.

## Carriera
Esordisce tra i professionisti nella stagione 1978-1979 con il Leicester City, con cui gioca per un biennio nella seconda divisione inglese; nella stagione 1980-1981 segna invece una rete in 7 partite in prima divisione, giocando poi nuovamente in seconda divisione (categoria in cui con le Foxes nell'arco di tre campionati ha messo a segno un totale di 6 reti in 26 partite) anche nella stagione 1981-1982. Nella stagione 1982-1983 trascorre un periodo in prestito al Northampton Town, con cui gioca 5 partite in quarta divisione, per poi tornare al Leicester City. Nella stagione 1983-1984 milita invece nel Peterborough Utd, con la cui maglia mette a segno 4 reti in 16 presenze nel campionato di quarta divisione.
Dopo un biennio in Northern Premier League (sesta divisione) con i semiprofessionisti di North Shields e Blyth Spartans, dal 1986 al 1988 torna a giocare a livello professionistico: nell'arco di questo biennio milita infatti nel Sunderland, con la cui maglia tra la stagione 1986-1987 (chiusa con una retrocessione dalla seconda alla terza divisione) e la stagione 1987-1988 (terminata con l'immediato ritorno nella categoria superiore grazie alla vittoria della Third Division 1987-1988) mette a segno 8 reti in 34 partite di campionato; nei primi mesi della stagione 1987-1988 gioca inoltre in prestito allo York City, con cui realizza 2 reti in 7 presenze in terza divisione. Si ritira poi nel 1989, dopo un'ultima stagione trascorsa a livello semiprofessionistico con il Newcastle Blue Star, club della sua città natale, in Northern Premier League Division One (settima divisione).

## Palmarès

### Club

#### Competizioni nazionali
- Campionato inglese di seconda divisione: 1

Leicester City: 1979-1980
- Third Division: 1

Sunderland: 1987-1988